# 川崎のぼる
川崎 のぼる（かわさき のぼる、男性、1941年1月28日 - ）は、日本の漫画家。
大阪府大阪市出身。本名：川崎 伸。血液型O型。
代表作は『巨人の星』（原作：梶原一騎）、『いなかっぺ大将』、『荒野の少年イサム』（原作：山川惣治）、『てんとう虫の歌』他。
現在では熊本県で絵本作家として活動を行っている。
『オーイ! とんぼ』で知られる、漫画原作者のかわさき健は実子。KEN名義で原作を担当した『う〜まんぼ!』は親子合作の作品である。

## 来歴
1941年、3人兄弟の末っ子として大阪市に生まれる。父は出征中であり、母の故郷である長崎県諫早市に疎開して終戦を迎える。その後、長崎県大村町（現・大村市）を経て、兵庫県西宮市に転居する。母は建設作業員として働き、9歳上の長兄も未成年のうちから働きに出ており、主食はイモ、兄弟3人で籠に入れた石鹸を売り歩くこともあった。復員した父が就職したことで、川崎が小学校4年生の時に大阪市梅田引っ越す。なお、梅田の近所にあった長屋が後に『巨人の星』で主人公一家が住む長屋の描写のモデルとなっている。梅田での小学校では、川崎が関西弁に馴染めなかったこともあり、いじめを受け、勉強にもついていけない状態であった。そんな川崎を夢中にさせたのが手塚治虫の『新宝島』であった。手塚に魅了され、夜店で漫画雑誌を買うようになり、漫画の模写を近所からもらった簿記の帳簿紙の裏に描き始める。小学校6年生のときには、コマ漫画も描き始めている。
中学校2年のときの担任教師・田中照雄は、川崎に菊池寛や世界文学の本を薦め、ホームルームで提出する日記に挿絵を描く川崎を褒めた。小学校からの授業嫌いが直ると共に、創作の喜びを知ることになった。
中学を卒業した後、カメラのフラッシュ用の電球を製造する地元の町工場に就職する。初任給6000円で、ちゃぶ台と電気スタンドを購入し、午前7時に出社して午後11時に帰宅し、午前2時まで漫画を描く日々が始まる。しかし、そんな生活は長く続かず、町工場は3か月で退職することになる。中学時代から友人の姉を通して面識があったさいとう・たかをに誘われ、大阪市内のさいとう宅に住み込みし、さいとうの食事や買い物の世話をするとともに、さいとうの漫画製作、ベタ塗りや線画を手伝うことになる。さいとう宅での共同生活の間に、描き溜めた作品を大阪市内の出版社・研文社へ持ち込むと際立った絵の巧さが評価されて、即採用。川崎16歳となる1957年に福岡藩の刀鍛冶の少年を主人公とした128ページの長編『乱闘・炎の剣』が、当時主流だった貸本屋向けの単行本として出版されデビューを果たす。短編や中編をいくつか描いた後、東京で劇画工房に参加するさいとうの誘いを受けて上京する。国分寺町（現・国分寺市）にアパートを借りて何本か短編を描いたが、劇画工房が分裂し終焉を迎え、さいとう・プロ入りも勧められたが、自分の漫画を描くために断って、上京から8か月で大阪に戻る。
研文社に出入りしていた漫画家仲間で同年代でもあったビッグ錠と兵庫県西宮市に6畳1間のアパートを借り、共同生活を始めた。ビッグは短編集の扉絵などを描きながらデッサンに通って、クレヨンや吹きつけなどさまざまな画材を試し、川崎は西部劇のポスターやレコードジャケットを描いた。川崎は当時を振り返って「2人でアイデアを出し合い、描き方の幅を広げたことが、後に様々な注文に応えられる原動力になったと思う」と語る。
当時、『週刊少年サンデー』（小学館）、『週刊少年マガジン』（講談社）が相次いで創刊され、集英社も続くべく『少年ブック』の編集者だった中野祐介を大阪の貸本漫画界に派遣し、川崎を「発掘」することになる。『少年ブック』では原作付きで探偵漫画「ゼロの秘密」を1960年から連載し、共同生活していたビッグと共に上京し、駒込でアパート暮らしを始めた。中野からは「どんなジャンルでも描けるように」と徹底的にストーリー作りを指導され、漫画執筆のみに留まらず、あいさつなどの礼儀、言葉遣いもたたき込まれることになる。しかし、『少年ブック』で「黒い荒野」を連載中、年末に帰省した際にトイレで吐血、肺結核と診断されて入院となる。「黒い荒野」の連載は作者を変えて続けられた。中野は入院中の川崎に何でもいいから絵と文を葉書に書いて送るよう指示し、葉書を近況報告として毎月『少年ブック』に近況報告として掲載した。療養生活は8か月になったが、その間に後に妻となる看護師の明美と出会い、退院時に川崎から告白、退院後にデートを重ねることになる。明美との結婚を意識したとき、中野から復帰の要請が行われる。雑誌連載は原稿料が見込めるが、締め切りに追われる日々でもあり、肺結核の再発の恐れもあった。連載以前のような貸本漫画を描いていた方が、自分のペースで仕事ができるのではないかと二の足を踏む川崎を「締め切りのない仕事は世の中にはない」「締め切りがないものは責任を問われない。責任を問われずに本物の仕事ができるのか」と明美の言葉に背中を押され、1963年、22歳の川崎は夫婦で3度目の上京をし、新小金井にに6畳1間を借りて再出発を果たす。
1963年、『少年ブック』で忍者漫画の「忍び野郎」の連載を開始し、終了を待たずに西部劇「大平原児（だいへいげんじ）」の連載を開始する。1つの雑誌に同時に2本の連載を行うのは異例であった。なお、「忍び野郎」は1964年まで、「大平原児」は1965年まで続いている。当時の漫画誌にはファンレターの宛先として漫画家の住所が掲載されていることも多かったが、川崎の住所は伏せられていた。これには他の出版社から川崎へ連絡が来ないようにするためだったらしいが、川崎本人は「良くも悪くも漫画に集中できた」と回想している。
3年が経ち、中野からも他の雑誌、出版社での勝負を勧められ、『週刊少年サンデー』でスパイアクション「アタック拳」、海洋冒険漫画「キャプテン五郎」の連載を行う。仕事が増えたことで、アシスタント2人を雇い、寝食を共にするようになったため、アパートから古い一戸建てに引っ越しを行った。「キャプテン五郎」では、少年漫画を意識し、これまでの青年主人公から少年主人公に変更すると共に、ペン先の種類を変更してギャグタッチのキャラクターも描くよう、作風を変えた。これが『週刊少年マガジン』編集部の目に留まることになる。当時の『週刊少年マガジン』編集部では　「一人の人間の成長と生きざまを描いた新しい野球漫画］を作ろうとしていた。当時の編集長・内田勝と副編集長・宮原照夫の2人は川崎宅を訪れ、新連載の構想を語った。川崎は野球には全く興味がなく、ルールもほとんど知らない上に複数の連載や読み切りを抱えていたこともあり、この話を断るが、内田と宮原は連日、川崎宅を訪れた。内田の言葉に気持ちが揺れ、これ以上話を聞くと説き伏せられると感じた川崎は、次の訪問日にわざと外出し、深夜になって帰宅したが、内田と宮原は居間で待っていて、そこから明け方までの説得が繰り広げられた。ここまで自分を誘ってもらえるのは「絵描き冥利に尽きる」とついには川崎も連載を承諾することになる。
1966年4月、『週刊少年マガジン』にて「巨人の星」の連載が始まる。梶原一騎の原作は1話分で400字詰め原稿用紙12枚の小説風であり、これを読んだ川崎には次々に映像が浮かんでくるようなうまさがあった。物語が佳境に入ると原作は4Bの鉛筆の太い文字で荒々しい殴り書きのようになり、梶原の感情が伝わってきた。原作のおもしろさに負けてなるものかとの思いから川崎も、当時の漫画が1ページに4段のコマを置くのが基本だったところへ、全段通しの縦ゴマや見開きを多用し、投球シーンを連続画像で表現、原作の長い独白をふきだし内でなく背景に流すといった当時としては斬新な漫画表現、演出の工夫を行った。原作の3行、4行だけで漫画1話を描くようなこともあり、梶原は後に「こっちが下手に安易な原作を渡そうものなら、彼（川崎）は逆にムキになり、 物凄い作画を展開する」と回想している。
連載中の1968年には「巨人の星」のテレビアニメ放送も始まり、単行本は200万部を突破するが、当時の少年漫画としては異例の悲劇的な結末で「巨人の星」は幕を下ろす。
「巨人の星」の連載中となる1960年代後半に川崎は『週刊少年サンデー』でレスリング漫画「アニマル1」を小学館の小学校学年誌で「いなかっぺ大将」を並行連載している。
人気漫画家となり、原稿料も上がった川崎は27歳のときに三鷹市に121坪の土地に3階建て、14部屋の一軒家を建てた。自宅にはカワサキ・プロダクションを構え、6人から7人のアシスタントを雇った。この後も「荒野の少年イサム」、「てんとう虫の歌」、「フットボール鷹」といったヒット作が続き、週に100ページ近く描き、「トイレ以外は座りっぱなしで風呂に入る暇もない。1年のうち11か月は家の中という生活」が30代を終える1980年代初めまで続く。
40代になるとアイデアの枯渇を感じるようなり、43歳になってカワサキ・プロを解散し、仕事をセーブしながら1人だけで描くことを決める。
アシスタントを雇わないマイペースな仕事では「東京にいる必要はない」と思い至り、62歳となった2003年に妻・明美の故郷である熊本県菊陽町を「ついの住み家」と決めて移住した。菊陽町に建てた自宅前には後にアトリエも構えた。
漫画の執筆は、2004年にかけてスポーツニッポン大阪版で連載した「星野仙一物語」（原作・小池一夫）が2022年時点で最後となっている。漫画以外では、熊本県内の自治体などの依頼で、ゆるキャラのデザインや絵本の挿絵、小学校、中学校に飾られる壁画の原画を執筆している。

## 人物
作画は写実的で肉体的なタッチだが、デフォルメも適度に混ざり、作風も劇画からギャグまで幅広い。『巨人の星』などでは、主要キャラクターは劇画風で、子供やアナウンサー、記者、観客など「その他大勢」的な人物の顔はギャグ漫画風に描かれ、例えば『いなかっぺ大将』の「西一（にしはじめ）」に似た顔もあり、それらが違和感なくおさまっている。
ギャグ漫画の場合でも、猛獣や怪獣といった脅威的な存在をリアルに描き、襲われる人物にはギャグ的な表情をさせたまま1コマに併存させる描写も頻繁に見られる。そうした人外のキャラクターにギャグ演技をさせる場合、猫などの小動物はデフォルメを効かせて擬人化し、猛獣には体はそのままに、顔のみコミカルな表情をとらせることが常道となっている。その他人物の肥大したかのような手足の強調、腰部や腕部などの筋肉や骨骼の描写は、表現は微細にわたりつつも重厚で印象深いものとなっている。
『いなかっぺ大将』では、風大左エ門は掲載当初、星飛雄馬のような二枚目顔が基本だったが、早い時期からアニメでおなじみのギャグ顔に移行していった。この作品は本来、風大左エ門の「柔道漫画」という側面もあったが、川崎の『アニマル1』頃からのギャグ的才能が開花し、次第にギャグ漫画へと移行していった。川崎の「熱血人情もの」への傾倒から、かつてのユーモアとペーソス溢れる作風を惜しんでいた僚友のビッグ錠は、これを見て「あっ！やっぱり始めよったか」と、往年の彼との再会のような懐かしさを感じたという。
『いなかっぺ大将』大左ェ門の師にして相棒である「ニャンコ先生」を皮切りに、人語を解し二足歩行する猫は、川崎の若年向け漫画に頻出する重要なモチーフとなっていった。『てんとう虫の歌』のベラスケたち、『風のサンタ』のシュワルツネッコなど枚挙に暇がなく、川崎の熊本移住後も、五木村のマスコットキャラクター「いつきちゃん」同様、五木村観光情報センターでの案内役として、独特の笑みを浮かべる猫を彼女の傍らに配している。
川崎のギャグ描写について、アニメ化された『いなかっぺ大将』や『アニマル1』で演出として関わったアニメーション監督の富野由悠季は、「土着性のユーモアがある」と評している。
『巨人の星』の作画を『週刊少年マガジン』の編集者から依頼された際には、働きづめでは野球にはほとんど興味がなく、友達との草野球の経験もない、という理由で一度は断っている。後に川崎は、熱狂的な阪神ファンとなっている。
『巨人の星』を『週刊少年マガジン』に、『いなかっぺ大将』を小学館学年誌全般に掛け持ちで執筆していた頃は、1週間に2度ほどしかまともに眠ることはなかったという。原稿納入までは休むどころか、食事や入浴すら拒んで執筆する主義であったため、当時の担当編集者も文句が挟めない状態で、間を置かず『てんとう虫の歌』の時期にも受け継がれたため、病床に伏したこともあった。よって、当時の川崎原作のアニメもほとんど観ることはなかったとのことである。
知名度を上げた『巨人の星』から、一般にスポ根漫画家の印象が強い川崎だが、デビュー間もない頃から作品のジャンルは多岐にわたり、西部劇、忍者ものといった1960年代の人気ジャンルはもちろん、怪奇ものや少女漫画にも健筆をふるっている。
水島新司については、「ほとんど同じ時期にデビューした同期のような存在だった」と語っている。
熊本に移住してからは妻・明美と共通の趣味のゴルフや熊本県内各地のドライブを楽しむようになっている。子育てを含め、仕事以外のことを全部任せていたこともあり、野菜炒め、カレー、手巻き寿司などを自分で作るようにもなった。

## 作品リスト

### 漫画
- この丘でないてくれるな（『りぼん』1964年3月号付録）[24]
- 忍び狼疾風（『少年ブック』1964年ごろ）[25]
- 大平原児（『少年ブック』1964年ごろ）[26]
- 金メダルはもらった（『明星』1964年11月号）[27]
- 泣かないで　もういちど　ニチボー・バレー物語（『りぼん』1965年5月号付録）[24]
- おお　ひばり　たからかに（『りぼん』1965年5月号付録）[24]
- セーラー服の天使　ハンガリー少年少女合唱団物語（『りぼん』1965年7月号）[28]
- 星空のちかい（『りぼん』1965年8月号）[28]
- アタック拳（『週刊少年サンデー』1965年[29]37号-46号）[30]
- キャプテン五郎（『週刊少年サンデー』1965年-1966年頃）[31]
- タイガー66（『週刊少年サンデー』1966年ごろ）[31]
- 死神博士（『週刊少年サンデー』、1966年ごろ）[31]
- 大魔鯨（原作：高森朝雄梶原一騎、『週刊少年マガジン』、1966年頃）[32]
- 枯野の鬼（『別冊マーガレット』1966年3月号）[33]
- 黒い天使（『りぼん』1966年3月号付録）[24]
- ウルトラQ・ガラモンの逆襲（原作:金城哲夫・『少年ブック』1966年5月号掲載）[34]
- スカイヤーズ5（原案：小泉太郎、石川喬司、『少年ブック』1966年-1968年）
- 巨人の星（原作：梶原一騎、『週刊少年マガジン』1966年-1971年）
- 大平原児 黒い黒い谷 （1967年）
- あばれ吾郎（『中二時代』1967年頃）[35]
- 死の砦（コミックス『死の砦』に収録、朝日ソノラマ、1967年）[36][37]。
  - 保安官志願（コミックス『死の砦』に収録）[36]
  - 黒い荒野（コミックス『死の砦』に収録）[36]
  - 西部の挑戦者（コミックス『死の砦』に収録）[36]
  - 最後の決闘（コミックス『死の砦』に収録）[36]
  - 荒野の群盗（コミックス『死の砦』に収録）[36]
  - なき館（コミックス『死の砦』に収録）[36]
- アニマル1（『週刊少年サンデー』1967年-1968年頃）[31]
- いなかっぺ大将（『小学館の学年別学習雑誌』1967年-1972年）
- 歌え!!ムスタング（原作：福本和也、『週刊少年サンデー』1968年頃）[31]
- おらあなかない（『ぼくら』1968年5月号）[38]
- 男の条件（原作：梶原一騎、『週刊少年ジャンプ』1968年-1969年）
- ふきだまり （『週刊少年チャンピオン』1970年頃掲載）[31]
- どうどう野郎（『週刊少年ジャンプ』1970年ごろ）[31]
- TAROとHANAKO（『週刊少年サンデー』1971年36号）[39][40]
- ちんからほいすけ（1968年　『小学一年生』連載／1971年-1972年　『月刊てづかマガジン れお』連載）[41][42]
- 初夏（『COM』1971年7月号）[43]
- 荒野の少年イサム（原作：山川惣治、『週刊少年ジャンプ』1971年-1974年）
- おれはモンジロ（『小学三年生』1972年1月号掲載）
- 浪人丹兵衛絶命!!（『週刊少年マガジン』1972年8月27日号掲載）[44]
- 殺陣師二代（『週刊少年ジャンプ』1973年頃）[31]
- てんとう虫の歌（『小学館の学年別学習雑誌』1973年-1975年）
- おっ母（『週刊少年ジャンプ』1974年3月18日号掲載）[45]
- ムサシ（原作：小池一夫、『週刊少年サンデー』1974年-1975年頃）[31]
- 花も嵐も（原作：梶原一騎）（『週刊少年ジャンプ』1975年頃）[31]
- どんぐり大将（『小学三年生』1975年頃）[31]
- 旅立ち（『週刊少年マガジン』1976年9月1日号掲載）[46]
- 新・巨人の星（原作：梶原一騎、『週刊読売』1976年-1979年）
- フットボール鷹（『週刊少年マガジン』1977年-1979年）
- 花と龍（『月刊コロコロコミック』連載 1979年）
- 長男の時代（原作：小池一夫、『ヤングジャンプ』1980年頃）[31]
- ムツゴロウが征く（原作：畑正憲、『月刊コロコロコミック』1981年頃）[31]
- 風のサンタ（『小学二年生』1992年-1995年／『小学四年生』1992年-1993年）[47]
- う〜まんぼ!（原作：KEN、『チャンピオンジャック』1995年ごろ）[31]
- 星野仙一物語 勝ちたいんや!（原作：小池一夫、小池書院、2004年、ISBN 4-88315-881-0）[48]

### 絵本
- 岩石おばさんとホー 猫の火祭り（原作：福田章）- 2007年刊行
- ひょっこりじぞう（原作：日高史人） - 2011年刊行
- 水俣市制60周年を記念して原作を募集した「みなまた環境絵本」の第1弾[49]

### その他
- 第14回全国ボランティアフェスティバル火の国くまもと - ポスター原画
- 描かれた登場人物は星飛雄馬と左門豊作（熊本農林高校から大洋ホエールズに入団）だった。
- 阿蘇市観光PRキャラクター「五岳君」・「火の子ちゃん」 - キャラクターデザイン
- 阿蘇市観光・あか牛PRキャラクター「あか牛くん」 - キャラクターデザイン
- 五木村五木の子守唄PRキャラクター「いつきちゃん」 - キャラクターデザイン
- 菊陽町にんじん焼酎「酔紅」 - ラベルデザイン
- 日本ティーボール協会 - ティーボールを楽しく体を動かす人達を描いたイラスト

## 受賞歴
- 1967年（昭和42年）度、第8回講談社児童まんが賞（『巨人の星』）。
- 1968年（昭和43年）度、第14回小学館漫画賞受賞（『いなかっぺ大将』）。
- 1978年（昭和53年）度、第2回講談社漫画賞少年部門受賞（『フットボール鷹』）。
- 2022年 東京アニメアワード 功労部門（原作者）[10]。

なお、川崎は「東京国際アニメフェア2011」（東日本大震災にて開催中止）での「偉業をたたえて」の受賞を固辞している。このことについて川崎は事前に、日本漫画家協会理事・里中満智子から「最終的にはご本人の判断」としながら、「東京都青少年の健全な育成に関する条例」がらみの経緯について説明を受けた、と当時のチャンピオンRED編集長は語っている。

## アシスタント
- かざま鋭二
- みね武
- 大和田夏希
- 森正人
- 磯田和一
- 登龍太
- 青木めだか
- 宮田淳一
- 岡本まさあき
- 小川集

## 関連人物
- さいとう・たかを
- ビッグ錠（友人） - 『川崎のぼる伝』（1976年、小学六年生7月号付録『まんがの秘密』）を執筆

。
- 南波健二
- 馬場のぼる
- 梶原一騎
- 永島慎二
- 村上よしゆき - 漫画家。川崎のぼるが名付け親である、と公言している。
- 伊藤毅 - 『ザ・ライバル「少年サンデー・少年マガジン物語」』（NHK 2009年）にて川崎のぼるを演じる。